# Кампілобактеріоз
Кампілобактеріоз (англ. Campylobacteriosis) — гостре зоонозне інфекційне захворювання, яке спричинюють різні бактерії групи Campylobacter fetus jejuni, з переважним ураженням шлунково-кишкового тракту, гарячкою, загальною інтоксикацією та здатністю до генералізації патологічного процесу при імунодефіцитах.

## Історичні відомості
Вперше прояви цієї хвороби у дітей, збудника у випорожненнях за допомогою мікроскопії описав Теодор Ешерих у 1884 році. Ж. Венсан у 1947 році виділив мікроорганізмів з крові вагітних, що були госпіталізовані з гарячкою невідомого походження. На етіологічну значимість мікроорганізмів у розвитку ентеритів у людей наголосила у 1957 році Е. Кінг, виділивши збудників з випорожнень дітей з діареєю.

## Актуальність
Кампілобактерії є однією з чотирьох ключових глобальних причин діарейних захворювань. Вони вважаються найпоширенішою бактеріальною причиною гастроентериту людини у світі. Поширений практично повсюдно, що пов'язане з інтенсифікацією тваринництва, міжнародною торгівлею. У деяких країнах на кампілобактеріоз хворіють частіше, ніж на сальмонельоз або шигельоз. Зараження кампілобактеріями є однією з головних причин бактеріального ентериту у людей. У промислово розвинених країнах кампілобактерії частіше спричинюють кров'янисту діарею, що нагадує таку при шигельозі. Приблизно 15 з 100 тисяч мешканців цих країн щорічно захворюють на кампілобактеріоз. У США щорічно реєструється 2-2,5 млн випадків цієї хвороби у людей. Значне поширення кампілобактерій у свійських тварин, птахів забезпечує високу можливість зараження людей. У країнах з меншим економічним розвитком кампілобактеріоз часто перебігає з водянистою діареєю. Кампілобактерії складають велику частку «діареї мандрівників», особливо при подорожах до країн Південно-Східної Азії. Поширеність хвороби в Україні невідома, адже при розшифровці випадків діареї не використовують відповідну специфічну діагностику.

## Етіологія
Збудники хвороби належать до роду Campylobacter, родини Spirillaceae. Рід нараховує 15 видів, але значущими у патології людини є C. jejuni, C. fetus, C. coli, C. lari, С. upsaliensis, С. hyointestinalis. Кампілобактерії — грамнегативні вигнуті палички, що рухаються штопороподібно завдяки наявності одного або двох джгутиків. Спор і капсул не утворюють. Ростуть зазвичай при температурі 37°С і pH 4,8-7,8, а от С. jejuni термофільні, оптимальна температура росту для них 42°С. Поєднання термолабільних і термостабільних антигенів визначають штам. Продукують продукують 2 типи екзотоксину: термолабільний ентеротоксин і цитотоксин. Під час руйнування мікробних клітин виділяється ендотоксин. Здатні до адгезії, інвазії й внутрішньоклітинного розмноження, що впливає на розвиток клінічного перебігу захворювання.
Кампілобактерії стійкі у навколишньому середовищі: при температурі 4°С зберігаються в ґрунті, воді та молоці протягом декількох тижнів, у замороженому м'ясі — декілька місяців. Чутливі до висушування, дії сонячного світла. Гинуть у присутності звичайних дезінфікувальних засобів та під час кип'ятіння. Для їхнього росту необхідними є знижена концентрація кисню і підвищений вміст вуглецю у довкіллі, а тому лабораторна діагностика потребує застосування певних технічних засобів: вакуумних термостатів і мікроанаеростатів. Обов'язкова умова для поживного середовища для їх виявлення — наявність 7-10 % еритроцитів та антибіотиків (ванкоміцин, амфотерицин В), що пригнічують зростання супутньої мікрофлори. На твердих поживних середовищах утворюють колонії двох типів — плоскі вологі слизові колонії сіруватого відтінку з нерівними краями, що розповзаються, або дрібні дискретні блискучі опуклі колонії розміром до 1-2 мм. У рідких поживних середовищах кампілобактерії дають гомогенне помутніння та осад. У мазках з колоній часто розташовуються попарно «як летюча чайка».

## Епідеміологічні особливості

### Джерело та резервуар
Резервуаром та джерелом інфекції для людини є тварини, переважно свійські та сільськогосподарські (кролики, свині, корови, кози, вівці), птахи. Незначну роль можуть відігравати дикі тварини та мишоподібні гризуни. Вкрай рідко можлива передача кампілобактерій від людини до людини.

### Механізм і фактори передачі
Характерний фекально-оральний механізм передачі. Переважаючим є харчовий шлях передачі: при вживанні інфікованих м'ясних та молочних продуктів без достатньої термічної обробки, а також овочів та фруктів. Водночас, можливі водний та контактно-побутовий шляхи передавання. У вагітних не виключається трансплацентарна передача плоду.

### Сприйнятливість та імунітет
Сприйнятливість є високою, однак переважно хворіють діти до 10 років. У осіб, що мають професійний контакт із сільськогосподарськими тваринами, існує підвищений ризик інфікування кампілобактеріями. Пік захворюваності припадає на літо та осінь. Захворювання реєструється у вигляді спорадичних випадків, зрідка бувають спалахи. Характерною є літня сезонність. Некишкові форми кампілобактеріозу реєструють частіше у дорослих, особливо — при СНІДі. Після перенесеного захворювання розвивається імунітет. Повторні захворювання на кампілобактеріоз можливі, однак інфекційний процес завдяки наявному імунітету перебігає легше.

## Патогенез
Залишається остаточно не вивченим. Обговорюються 3 механізми ураження кишечнику в разі інвазії кампілобактеріями:
1. здійснення токсичного впливу, внаслідок якого з'являються водянисті випорожнення.
2. реалізується при інвазії і розмноженні кампілобактерій в епітеліоцитах та їхній подальшій загибелі, що призводить до кривавого проносу і наявності у випорожненнях клітин запалення.
3. транслокація, коли збудник проникає через слизову оболонку кишечнику і розмножується у власній пластинці, а також у мезентеріальних лімфатичних вузлах, при цьому виникає гарячка без вираженої діареї.

Після потрапляння до кишечнику збудники колонізують епітелій слизової оболонки тонкої і товстої кишки, зумовлюючи в місці укорінення розвиток запалення. Воно має катаральний або катарально-геморагічний характер з інфільтрацією слизової оболонки плазмоцитами, лімфоцитами і еозинофілами. Еозинофільна інфільтрація відображає прояви алергічного компоненту в патогенезі захворювання.
Адгезії збудників перешкоджають слиз, що виділяється клітинами крипт, і секреторні IgA. Від ступеня виразності адгезивних процесів багато в чому залежать тяжкість і тривалість перебігу. На слизовій оболонці часто є ерозії. У ділянці крипт іноді спостерігаються дрібні абсцеси чи виразки, помітно укорочення ворсин. Токсигенні властивості збудників визначають ентеротоксин і цитотоксин. Механізм дії ентеротоксину схожий з дією холерного токсину — холерогену. Переважний вплив ентеротоксину надає клінічному перебігу картині захворювання риси гострого гастроентериту. Активне ж вироблення цитотоксину багато в чому визначає розвиток захворювання за типом шигельозу.
Імовірна генералізація процесу при гематогенній дисемінації збудника з розвитком вторинних септичних вогнищ у вигляді множинних мікроабсцесів у центральній нервовій системі (ЦНС), м'якій мозковій оболоні, легенях, печінці та інших органах (часто при ураженні С. fetus). При імунодефіцитних станах розвиток може піти як хроніосепсис з ураженням ендокарда, суглобів та інших органів (часто C. jejuni, C. fetus, рідше — С. upsaliensis, С. hyointestinalis). Трансплацентарне проникнення кампілобактерів у вагітних призводить до абортів, передчасних пологів, внутрішньоутробного зараження плоду.

## Клінічні ознаки

### Класифікація
Згідно з МКХ 10-го перегляду вирізняють:
- A04 Інші бактеріальні кишкові інфекції.
- А04.5 Кампілобактеріальний ентерит;
- Z22.3 Бактеріоносійство (субклінічна форма).

Іноді виділяють клінічні форми гастроінтестінальну (варіанти — гастроентерит, гастрит, коліт, ентероколіт, проктит) і септичну, однак всесвітньо визнаної клінічної класифікації немає.
Клінічні ознаки кампілобактеріозу залежать від виду збудника та преморбідного (до хвороби) стану організму. Розвитку хвороби сприяють хронічні захворювання травної системи. Інкубаційний період триває 1-6 днів, можливі коливання від кількох годин до 10 днів.
Гастроінтестінальна форма зустрічається найчастіше. Початок гострий з підвищення температури тіла до 38°С, ознобу, загальної слабкості, головного болю, міалгій і артралгій, зниження апетиту. Майже у половини хворих виникає нудота і блювання, переважно одноразове. Одночасно з'являється переймиподібний біль у животі з локалізацією в епігастральній ділянці (над пупком), навколо пупка, у нижніх відділах живота. Біль часто передує дефекації і тимчасово зникає після неї. Іноді біль надзвичайно інтенсивний і симулює картину «гострого живота». Діарея у більшості хворих починається в першу добу хвороби. Спочатку випорожнення кашкоподібні, але дуже швидко набувають рідкої консистенції, стають пінистими, з різким неприємним запахом. На 2-3-й день хвороби з'являються ознаки коліту: у випорожненнях є домішки слизу і крові. Частота випорожнень від 2-3 до 10 і більше разів на добу. Нормалізація випорожнень відбувається на 4-5-й день хвороби, іноді пізніше. Тенезми і несправжні поклики на дефекацію виникають дуже рідко. Гарячка триває 4-5 днів. При пальпації живота визначається шум плескоту, бурчання в навколопупковій ділянці, болючість, ущільнення і спазм сигмоподібної кишки. Печінка і селезінка не збільшені.
Іноді може спостерігатися лише ураження шлунка, при цьому змінюється кислотність шлункового соку. Тривалість гострого перебігу кампілобактеріозу від 4 до 17 днів, але через 5-10 днів нерідко виникає рецидив. Надалі можуть сформуватися хронічний гастрит, пептична виразка.
Тяжкий перебіг гастроінтестинальної форми кампілобактеріозу супроводжується гарячкою до 40°С, значною інтоксикацією. Можливе марення, потьмарення свідомості. Частота випорожнень сягає 20 разів на добу, вони рідкі, рясні, з домішками слизу і крові. Блювання багаторазове, виснажливе. Часто розвивається помірне та тяжке зневоднення організму.
Період реконвалесценції (відновлення) триває від 2-3 днів до 3 тижнів. Після нормалізації випорожнень відчуття дискомфорту і біль у животі можуть зберігатися тривалий час. Можливі рецидиви.
Септична форма зустрічається рідко (1 %). Захворювання виникає переважно у дітей перших місяців життя і у дорослих з хворобами, що супроводжуються розвитком імунодефіциту (ВІЛ-інфекція, злоякісні пухлини, цукровий діабет, туберкульоз, цироз печінки тощо). Початок бурхливий з підвищення температури тіла вище 39-40°С, що супроводжується кількаразовим ознобом і профузним потовиділенням. Синдром інтоксикації надзвичайно виразний. Хворі загальмовані, свідомість потьмарена. Швидко розвивається виснаження хворих, втрата маси тіла. З'являється біль у животі, блювання, пронос, з перших днів хвороби розвиваються органні ураження. Збільшується печінка і селезінка (гепатоспленомегалія), можлива жовтяниця. Визначається тахікардія, артеріальна гіпотензія, глухість серцевих тонів. Часто приєднується пневмонія. Перебіг ускладнюється нерідко емпіємою плеври, абсцесом легень, печінки, мікроабсцесами у нирках. Розвиток гнійних вогнищ значно погіршує клінічний перебіг і прогноз хвороби. Часто виникають перикардит, ендокардит, холецистит, тромбофлебіт, артрити.
Хронічний перебіг кампілобактеріозу виникає від самого початку захворювання як первинно-хронічна форма без гострої фази, має тривале повільне прогресування. Температура тіла невисока субферильна, тривала й хвилеподібна. Характерні загальна слабкість, пітливість, зниження працездатності, безсоння, дратівливість. У хворих зменшується маса тіла. Іноді з'являються нудота, блювання. Характерні чергування проносу і запору. Спостерігаються вогнищеві ураження: кон'юнктивіти, кератити, фарингіти, у жінок вульвовагініти. Іноді розвиваються артрити, тромбофлебіт, ендокардит, гнійний менінгіт, вузлувата еритема. За перебігом хронічний кампілобактеріоз є хроніосепсисом.
У значному відсотку випадків спостерігається субклінічний перебіг, при якому виявляють збудника в калі й зростання титру специфічних антитіл у крові.

## Ускладнення
При гастроінтестинальній формі кампілобактеріозу може виникнути термінальний ілеїт і мезаденіт з розвитком перитоніту або кишкової кровотечі. У 2 % пацієнтів за кампілобактеріозом через 1-2 тижні від початку хвороби розвивається реактивний артрит. Описані випадки вузлуватої еритеми, синдрому Гієна — Барре. На тлі високої гарячки можуть з'являтися ознаки набряку-набухання головного мозку. Септична форма ускладнюється розвитком інфекційно-токсичного шоку.

## Прогноз
Зазвичай сприятливий. Більш серйозний прогноз при генералізованих формах у дітей, вагітних, а також у випадках з тяжкими фоновими захворюваннями, коли летальність може досягати 20-30 %. Особливо високі показники летальності у випадках з приєднанням менінгіту та ендокардиту.

## Діагностика

### Загальнолабораторні та інструментальні дані
У клінічному аналізі крові виявляють помірний нейтрофільний лейкоцитоз і зсув формули вліво, що корелює зі ступенем тяжкості. При мікроскопії калу знаходять лейкоцити, еритроцити, слиз. При ректороманоскопії виявляють набряк і гіперемію слизової оболонки, іноді крововиливи, в дуже тяжких випадках — сегментарний коліт з великими пухкими виразками, ділянками гіперемії та грануляцій.

### Бактеріологічна діагностика
Основним методом специфічної діагностики є бактеріологічний. Матеріалом для дослідження — випорожнення, при генералізованій формі — сеча, кров, спинномозкова рідина, вміст гнійників. Культивування проводиться на агарі на основі тіогліколевого середовища чи з додаванням з діамантового зеленого (середовище Бутцлера, Скірроу, Campy-BAP), середовище Мюллера-Хінтона, бруцельозний агар тощо. Необхідне створення мікроаерофільних умов, що зумовлює певні організаційні та технологічні труднощі. Наразі в Україні немає ефективної специфічної діагностики хвороби.

### Серологічна діагностика
Проводиться з парними сироватками, взятими з інтервалом у 7-14 днів — реакція непрямої гемаглютинації (РНГА), діагностичний титр 1:20; реакція зв'язування комплементу (РЗК), титр 1:32; реакція аглютинації (РА), титр 1:200. Застосовують також імуноферментний аналіз (ІФА), полімеразну ланцюгову реакцію (ПЛР).

## Лікування
Показання до госпіталізації такі ж, як і при інших кишкових інфекціях. Дієту підбирають індивідуально. При затяжній та генералізованій формах необхідна дієта, яка забезпечує підвищену потребу організму у вітамінах, білках, вуглеводах.
Етіотропне лікування призначають при колітичному варіанті гастроінтестинальної, генералізованої і хронічній формах кампилобактеріозу, а також у всіх випадках у хворих з обтяженим преморбідним фоном. За рекомендаціями Всесвітня організація охорони здоров'я (ВООЗ) наразі призначають азитроміцин по 0,5 г 1 раз на день перорально 3 доби. Можливе застосування ципрофлоксацину по 0,5 г 1 раз перорально на добу 5-7 днів. Препарати другої ланки — кліндаміцин по 0,15-0,3 г 3 рази на добу перорально 5 днів, або доксициклін 0,2 г 1 раз на добу 3 дні, або левофлоксацин по 0,5 г 1 раз на добу перорально 3 дні. У ряді випадків потрібні повторні курси етіотропних засобів або зміна препаратів при їхній клінічній неефективності, що може бути пов'язано з наростаючою резистентністю кампілобактеров до антибіотиків. У тяжких випадках, у тому числі, й при кампілобактеріозному сепсису використовують цефтріаксон по 0,5 г 2 рази на добу внутрішньовенно 7 днів, гентаміцин 0,08-0,16 г 3 рази на добу парентерально, або поєднання препаратів.
Патогенетична терапія проводиться так саме, як й при інших гострих кишкових інфекціях. У разі розвитку дисбактеріозу проводять його лікування після відміни антибактеріальних препаратів.

## Профілактика
Основу її складають ветеринарні санітарні заходи, спрямовані на попередження інфікованості тварин і птахів, проведення винищувальних і лікувальних заходів серед хворих тварин. Запобігання поширення хвороби починається з контролю за якістю кормів, дотримання правил утримання тварин і птахів у господарствах та фермах. Проводиться ветеринарно-санітарна експертиза на бойнях, дотримуються санітарно-гігієнічних вимог до технології приготування та зберігання молочних продуктів, м'яса тварин і птиці. Для специфічної профілактики кампілобактеріозу тварин застосовують різні вакцини.
Засоби специфічної профілактики для людей відсутні. Проводяться загальні санітарно-протиепідемічні заходи, аналогічні як і при інших кишкових інфекціях. З метою попередження внутрішньогоспітального кампілобактеріозу необхідно проводити бактеріологічне обстеження всіх хворих, що поступають в інфекційні стаціонари з гострими кишковими захворюваннями незалежно від діагнозу, всім хворим різних стаціонарів при виявленні у них симптомів гострої дисфункції кишечнику.